# Groupe de Casablanca
Le groupe de Casablanca, parfois désigné comme le « bloc de Casablanca », était une association informelle d'États africains, qui dura peu de temps, créé au début des années 1960. Il rassemblait des États qui partageaient la même vision du futur de l'Afrique et du panafricanisme. Il s'agissait essentiellement de pays gouvernés par des dirigeants « de gauche », Algérie, Égypte, Ghana, Guinée, Libye, Mali et Maroc. En lien avec le « groupe de Monrovia », il conduisit à la création de l'Organisation de l'unité africaine.

## Histoire

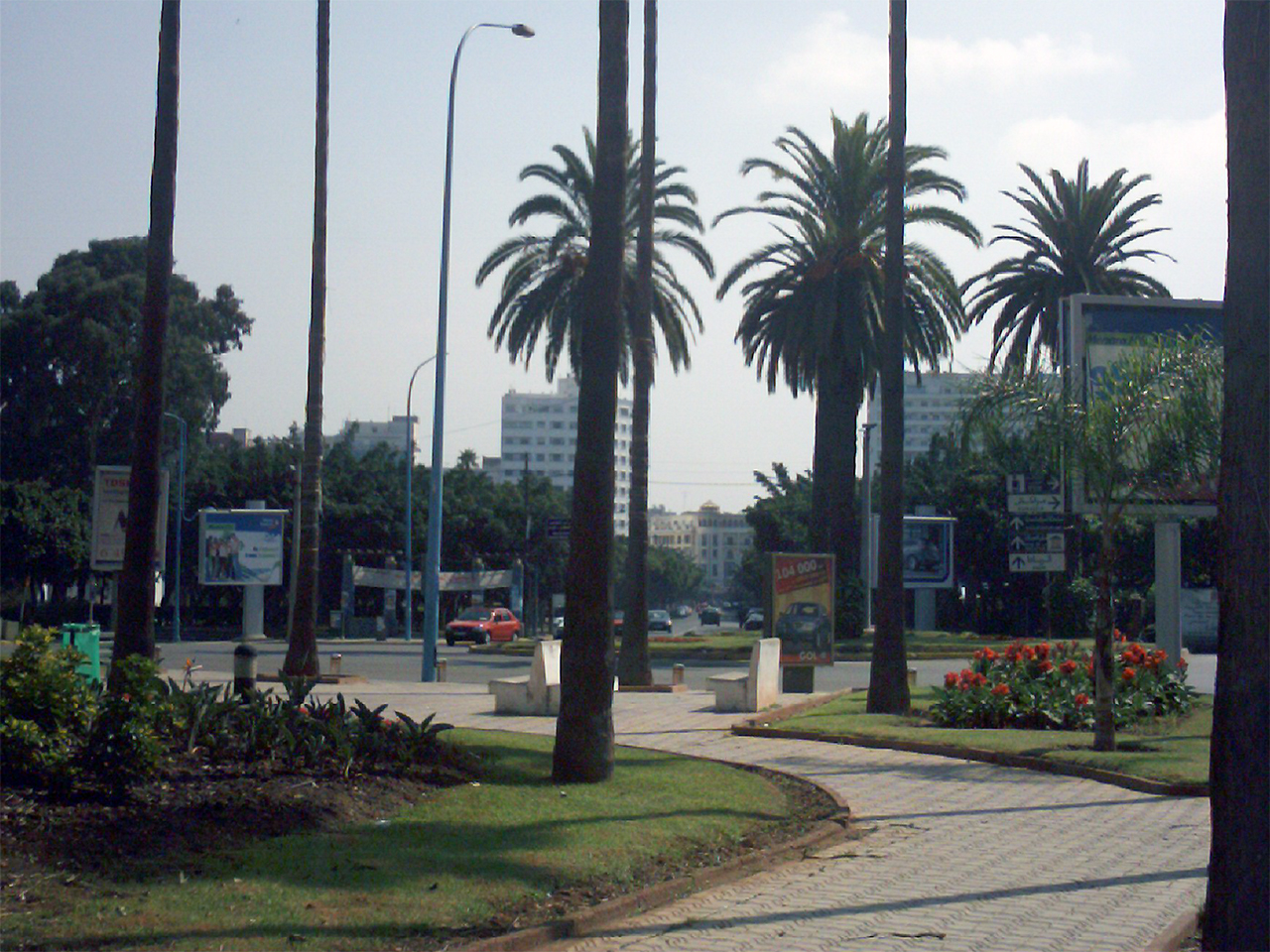
Place de l'Unité Africaine à Casablanca.

La première réunion du groupe se tint à Casablanca en 1961. Elle réunit quelques-uns des plus importants dirigeants du continent, tels Gamal Abdel Nasser d'Égypte, Kwame Nkrumah du Ghana, Modibo Keïta du Mali et Ahmed Sékou Touré de Guinée,.
Leur point commun était leur croyance en la nécessité d'une unité politique pour l'Afrique, voire en la nécessité de créer une fédération à l'échelle du continent. Ils pensaient qu'une intégration forte, à l'instar de celle qui avait amené à créer l'Union européenne, permettrait à l'Afrique de se défaire du colonialisme, d'établir la paix, de promouvoir le dialogue interculturel, de développer l'influence géopolitique du continent et d'engager son développement économique. En d'autres termes, ils prônaient le transfert de pouvoir des gouvernements nationaux vers une entité panafricaine supra-nationale. Kwame Nkrumah, par exemple, militait même pour la création d'une armée panafricaine susceptible d'être déployée contre les colonisateurs ou les minorités blanches qui dominaient le continent. Son slogan, fameux, était « l'Afrique doit s'unir ! »
Néanmoins, le groupe de Casablanca fut finalement infructueux. La plupart des autres dirigeants africains n'approuvaient pas ce changement radical. Ce furent les idées du groupe rival, appelé « groupe de Monrovia », qui prévalurent. Le groupe de Monrovia était aussi panafricaniste, mais pas au détriment du nationalisme et du développement des États. En 1963, l'organisation de l'unité africaine (OUA) fut instituée et tous les membres du groupe de Casablanca, comme ceux du groupe de Monrovia, adhérèrent, laissant leurs différences de côté. L'OUA, devenue Union africaine, n'a, aujourd'hui encore, réalisé qu'une intégration limitée de ses membres, loin des idéaux du groupe de Casablanca.
Les groupes de Casablanca et de Monrovia n'avaient pas une position identique quant au sujet de l'unité de l'Afrique, et ils avaient aussi des divergences quant au conflit en Algérie et à la crise congolaise. Ainsi, tandis que le groupe de Casablanca apportait son soutien au FLN algérien, le groupe de Monrovia s'était rangé aux côtés de son ennemi, la France.